# Alazani
Alazani (gruz. ალაზანი, azer. Qanıx (czyt. ganych)) – rzeka w Gruzji i Azerbajdżanie (na pewnym odcinku graniczna, lewy dopływ Kury. Wypływa z Kaukazu, uchodzi do Zbiornika Mingeczaurskiego w Azerbejdżanie. Ma długość około 351 km. Wykorzystuje się ją głównie do nawadniania pól z bawełną, winoroślą i cytrusami.